# 千年蟲騙案
千年蟲騙案是於2000年前後發生的騙案，騙徒利用公眾對科技的無知，藉此行騙。這與另一種騙案寶藥黨有不少相似之處。

## 背景
2000年前後，全球非常關注千年蟲問題，當中的「蟲」（bug）只是指電腦軟件由隱藏數值引起 的失誤，只會影響電腦軟件的運作 ，對人體無害。但騙徒卻將其形容為一種真實的害蟲，誘騙對千年蟲問題一知半解的民眾購買 ，令他們以為千年蟲是一種類似瘟疫、傳染病等病毒，感染了的人類有可能死亡，藉此推銷「可殺死千年蟲」的殺蟲劑。很多時候，騙徒更會聲稱貨品可以高價轉手，能夠賺取豐厚的差價，吸引受害者大批購買。

## 變種
另一種千年虫骗案中，骗徒假扮信用卡公司职员並致电受害人，声称客户报上信用卡号码以作核实，信用卡才可过渡2000年。最後，骗徒在未经同意下使用信用卡资料购物。

## 實例
一名婦人以為千年蟲是可寄生人體的寄生蟲，被三名騙徒遊說買入一百粒價值三百元一粒的「千年蟲杜蟲藥」，連同現金、手鐲和戒指，被騙取了三萬多元。  

## 類似騙局
在千年蟲問題被廣泛關注前，騙徒也用過其他科技術語行騙，例如推銷一些「能預防電腦病毒入侵人體」的藥物。事實上，所謂的「電腦病毒」只是具破壞力的電腦程式而已。